# Boris Kolker
Boris Kolker (* 15. Juli 1939 in Tiraspol, Moldauische SSR) ist Sprachlehrer, Übersetzer, Esperantist und war Mitgründer der nationalen Esperanto-Bewegung in der Sowjetunion. 1985 wurde er am Institut für Sprachwissenschaften der sowjetischen Akademie der Wissenschaften mit dem Ph.D. ausgezeichnet. 1993 übersiedelte er in die USA. 

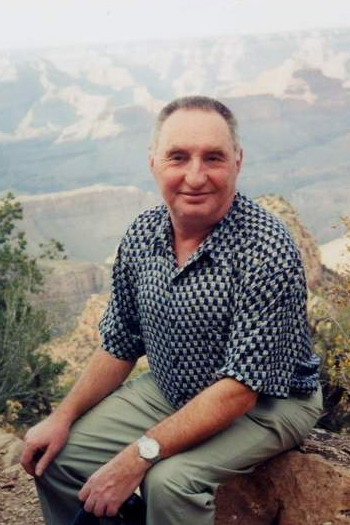
Boris Kolker

## Leben
Boris Kolker erlernte Esperanto im Jahre 1957. Er ist Autor dreier Lehrbücher für Esperanto-Studenten verschiedener Sprachniveaus und verfasste eine Reihe von Artikeln über Fragen der Interlinguistik. Aufgrund der Popularität seines Buches Vojaĝo en Esperanto-lando (Reise im Esperanto-Land), das sowohl als Esperanto-Kurs für Fortgeschrittene als auch als Einführung in die Esperanto-Kultur dienen kann, ist er vielen Esperanto-Lernenden gut bekannt.
Kolker ist Mitglied der Esperanto-Akademie, Ehrenmitglied des Esperanto-Weltbundes und einer der Redakteure der monatlichen Zeitschrift in Esperanto Monato (Monat). In Russland leitete er einen Fernkurs mit ca. 900 Absolventen. An Universitäten in San Francisco und Hartford unterrichtete er ebenfalls Esperanto. Nun leitet er einen Internationalen Fortgeschrittenen Esperanto-Fernkurs und ist Vizepräsident der Prüfungskommission des Internationalen Esperanto-Lehrer Verbandes (ILEI). Zu verschiedenen Zeiten war er Mitglied im Komitee des Esperanto-Weltbundes. Auf verschiedenen Esperanto-Weltkongressen hielt er Vorträge und im Jahr 2000 verantwortete er das Leitthema des 85. Weltkongress in Tel-Aviv.

## Schriften

### Doktorarbeit
- Der Beitrag der russischen Sprache für die Entstehung und Entwicklung von Esperanto. (Memento vom 10. März 2007 im Internet Archive) – Moskau: Akademie der Wissenschaften der UdSSR, Institut der Sprachwissenschaften, 1985. Zusammenfassung der Doktorarbeit in russischer Sprache.

### Lehrbücher
- Vojaĝo en Esperanto-lando. Perfektiga kurso de Esperanto kaj Gvidlibro pri la Esperanto-kulturo. (Reisen im Esperanto-Land. Esperanto-Kurs für Fortgeschrittene und ein Reiseführer für Esperanto-Kultur).
- Lernolibro de la lingvo Esperanto. Baza kurso.. (Esperanto-Lehrbuch. Basiskurs.)
- Esperanto en 16 tagoj. Ekspres-kurso.. (Esperanto in 16 Tagen. Express-Kurs.)
- Internacia lingvo Esperanto. Plena lernolibro.

| Personendaten    | Personendaten                                                      |
| ---------------- | ------------------------------------------------------------------ |
| NAME             | Kolker, Boris                                                      |
| KURZBESCHREIBUNG | sowjetisch-amerikanischer Sprachlehrer, Übersetzer und Esperantist |
| GEBURTSDATUM     | 15. Juli 1939                                                      |
| GEBURTSORT       | Russische SFSR                                                     |